# بسفیلد (میسیسیپی)
بسفیلد (به انگلیسی: Bassfield) شهرکی در ایالت میسیسیپی کشور ایالات متحده آمریکا است که جمعیت آن در سرشماری سال ۲۰۱۰ میلادی، ۲۵۴
نفر بوده‌است.

## نگارخانه

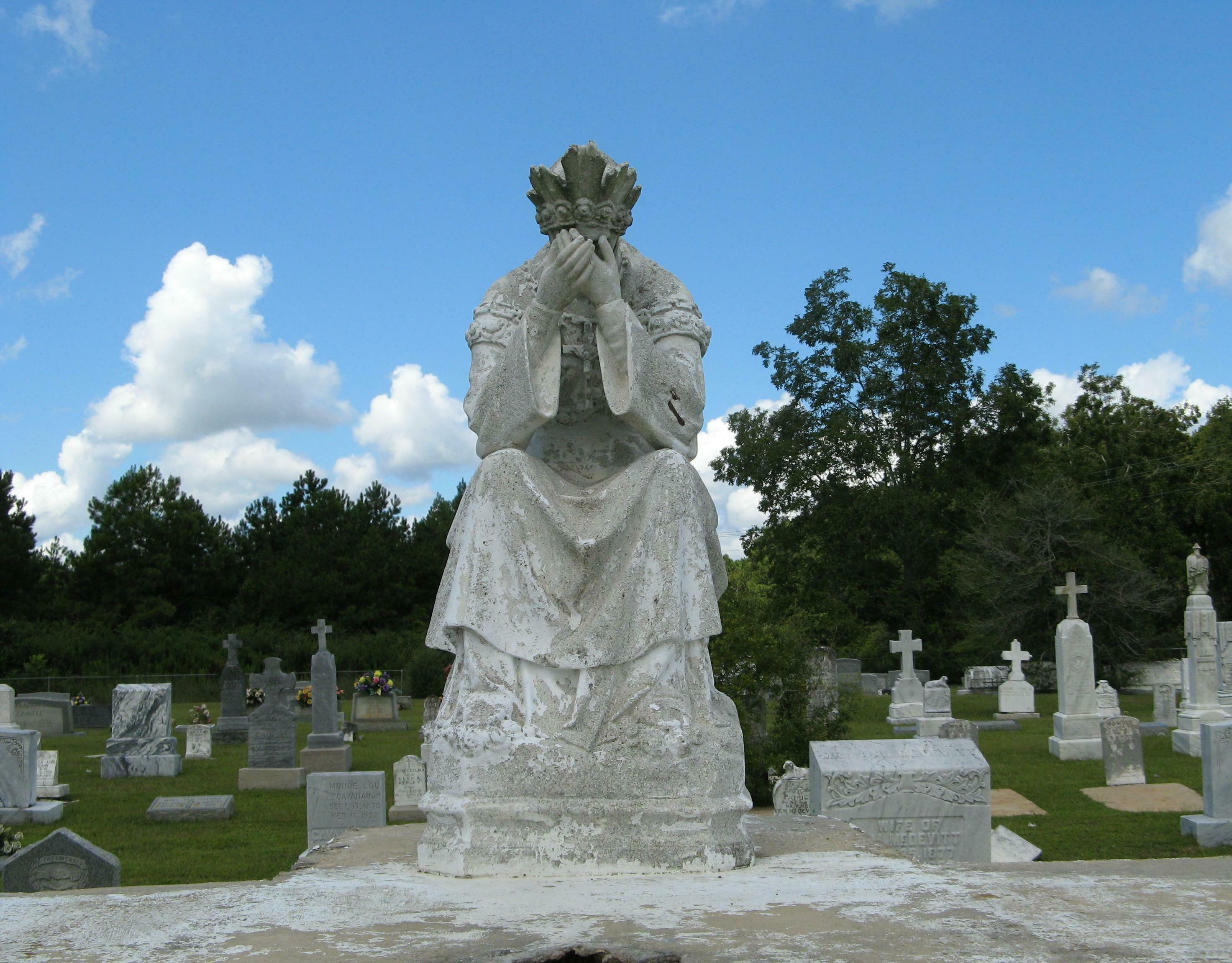